# Euphorbia baliola
Euphorbia baliola ist eine Pflanzenart aus der Gattung Wolfsmilch (Euphorbia) in der Familie der Wolfsmilchgewächse (Euphorbiaceae).

## Beschreibung
Die sukkulente Euphorbia baliola wächst als kleiner Strauch. Die verdickte Wurzel geht in den Spross über und dieser bildet einen etwas kugelförmigen Körper bis 10 Zentimeter Breite und 7,5 Zentimeter Höhe aus. Er ist in rautenförmige Abschnitte aus etwa 12 Millimeter breiten Warzen gegliedert. Es werden aufrechte Zweige bis 5 Zentimeter Länge und etwa 7 Millimeter Durchmesser ausgebildet. An diesen Zweigen befinden sich bis 6 Millimeter lange und 2 Millimeter breite Warzen in sprialförmigen Reihen. 
Der Blütenstand wird aus einzelnen Cymen gebildet, von denen sich 2 bis 4 Stück an den Spitzen der Zweige befinden. Sie stehen an bis 6 Millimeter langen Blütenstandstielen, an denen sich auch vier langlebige Tragblätter befinden. In den bis 5 Millimeter großen Cyathien befinden sich wollige, weiß gefärbte männliche Blüten. Die länglichen Nektardrüsen stehen einzeln und sind dunkelbraun gefärbt. Sie besitzen am Rand drei bis vier kurze Auswüchse. Der Fruchtknoten ist sitzend und dicht mit weißen Haaren besetzt. Über die Frucht und den Samen ist nichts bekannt.

## Verbreitung und Systematik
Euphorbia baliola ist in Namibia im Namaqualand verbreitet.
Euphorbia baliola gehört zur Sektion Anthacanthae der Untergattung Athymalus. Die Erstbeschreibung der Art erfolgte 1915 durch Nicholas Edward Brown.
Peter V. Bruyns behandelte die Art 2012 als Synonym von Euphorbia crassipes.